# Christian Eberstein (direktör)
Christian Henning Eberstein, född 4 april 1910 i Uppsala, död 5 juli 1988 i Djursholm, var en svensk direktör.
Han var son till juristen, professor Gösta Eberstein och Agnes, ogift Montelius. Efter studentexamen 1928 studerade Christian Eberstein juridik och blev juris kandidat vid Stockholms högskola 1933 följt av tingstjänstgöring 1934–1936. Han var sekreterare i clearingnämnden 1937–1945 och direktör där 1945–1950. Han var VD i Svenska bokförläggareföreningen med dotterföretag 1950–1973. Christian Eberstein hade förtroendeuppdrag som stadsfullmäktig i Djursholm 1950–1958, ordförande och direktör för Murbeckska stiftelsen från 1978 och hade även uppdrag i andra stiftelser.
Han var från 1936 gift med Carin Klingspor (1914–2004), dotter till friherre Gustaf-Adolf Klingspor och Anna-Nora Mannerfelt. De fick barnen Gösta 1938, Christianne 1940 (gift med Bengt Lagerkvist), Hans 1943 och Carl-Johan 1947.